# 다비트 4세
다비트 4세 "건설자", 또는 다비트 2세(조지아어: დავით აღმაშენებელი, 다비트 아크마셰네벨리)(1073년 ~ 1125년 1월 24일) 조지아의 바그라티오니 왕조의 왕으로 1089년부터 그가 죽던 1125년까지 왕좌에 있었다.
그는 1121년의 주 전투였던 키드고리 전투의 승리로 셀주크 투르크를 나라 밖으로 몰아내는데 성공했고, 역사에서 일반적으로 가장 훌륭하고 성공적인 왕으로 존경받았다. 군대와 행정에 대한 그의 개혁은 그가 나라의 재통합을 가능하게 했으며 대부분의 캅카스 영토들을 조지아의 통제권 하로 가져오게 되었다. 교회의 후원자이며 주목할 만한 기독교 문화의 주창자인 그는 조지아 정교회에 의해 성인으로 시성되었다.

## 유년기
게오르게 2세(1072~1089)와 왕비 헬레나의 사이에서 1073년에 조지아 서부에 있는 쿠타이시에서 다비트가 태어났고 외아들이었다. 다비트는 조지아 역사에서 암흑기 중에 한 시기였던, 셀주크 부족들이 남캅카스로 대거 이주해 오기 시작하던 대터키 맹공격(디디투르코바)이라고도 불리는 충돌의 한복판에 서 있었다. 게오르게 2세 왕은 그 난관을 헤쳐 나갈 수 없었고, 1089년에 유혈 쿠데타가 일어나는 바람에 그는 그의 16세 아들에게 왕위를 물려주고 퇴위하게 되었다.

## 조지아 왕국에서 다비트의 경쟁자

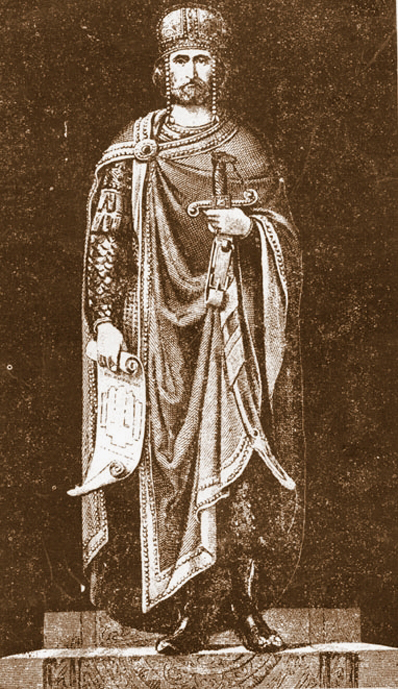
후일에 묘사된 다비트 왕. 작자 미상.

다비트는 어린 나이에도 불구하고 조지아의 정치에 뛰어들었다. 다비트 4세는 그의 스승과 영향력있는 성직자인 츠콘디디의 게오르게의 지지로 전혀 고려되지 않은 철차로 단호한 정책을 추구했다. 그는 왕국에 명령을 하달해, 결심 한데로 아첨하는 세속의 성직자들과 성직자적인 봉건 영주들을 구속하여, 왕국을 중앙집권화했고, 셀주크의 군사 조직보다 월등한 새로운 형태의 군대를 조직했으며, 그리고 나서는 먼저 조지아에서 그 다음에는 캅카스 전역에서 그의 군대가 일목 요연하게 작전을 펼치게 하여 셀주크인들을 격퇴시켰다. 1089~1100년 사이에, 다비트는 그의 충성스러운 대군 중에 일부를 떼어 그 군인들이 질서를 복구하고 점재하는 적군들을 섬멸하는 임무를 수행하게 했다. 다비트는 황폐화된 지역들에 대한 국민들의 재정주 절차를 시작했으며 주요 도시들의 재건 사업을 지원했다. 그의 성공과, 그리고 무엇보다도 팔레스타인에서 십자군이 일어남으로 용기를 얻어, 다비트는 셀주크에게 매년마다 공물을 진상하던 행위를 중단했고, 계절마다 셀주크인들의 조지아로 이주해 오는 것을 금지했다. 1101년에, 다비트는 카헤티와 헤레티를 탈환하려는 그의 투쟁에서 전략적인 지점인 테다제니의 요새를 점령했고 3년도 안되어 조지아 동부 대부분을 해방시켰다.
1093년에, 그는 강력한 봉건 영주인, 조지아 왕권의 오랜기간 숙적인 리파리트 바그바시를 체포해서 조지아 밖으로 추방했다(1094년). 이파리트의 아들 라티가 죽고, 다비트는 1103년에 그들의 클데카리 공작 지위를 폐지했다.
그는 그 당시의 조지아 뿐만아니라 지중해 동쪽에서 새롭게 일어난 십자군에게 신경이 곤두 서있던 나라 밖의 셀주크 투르크를 서서히 압박하며 빼앗긴 영토보다 더 많은 영토를 벌충하게 되었다.. 1099년경에 다비트 4세의 권력은 투르크에게로의 공물 헌납을 거절할 수 있을 정도로 상당히 막강해졌다. 그 당시에, 그는 또한 비잔티움 칭호 판히페르세바스토스를 거부했고 그러함은 조지아 만큼은 비잔틴 제국을 동등한 기준으로 대한다는 의사의 표명이었다.
1103년에 루이서-우르브니시-시노드라고 알려진 주요 성직자 회의가 루이시와 우르브니시의 수도원들에서 개최되었다. 다비트는 반대파 주교들을 완전히 퇴출시켰고, 조신직(므트지그노바르투쿠체시, 예를 들어 포정사)과 성직자(트츠콘디디의 주교)직의 두 공무 직위를 수상과 거의 동급인 트츠콘디델-므트지그노바르투쿠체시 직위로 단일화시켰다.
이듬해에, 조지아 동부의 카케티 지방의 다비트의 지지자들은 셀주크 술탄 왕가의 지류인 지방 왕 아흐사르탄 2세(1102~1104년)를 생포했고, 나머지 지역들도 조지아에 재통합 되었다.

## 군사 작전

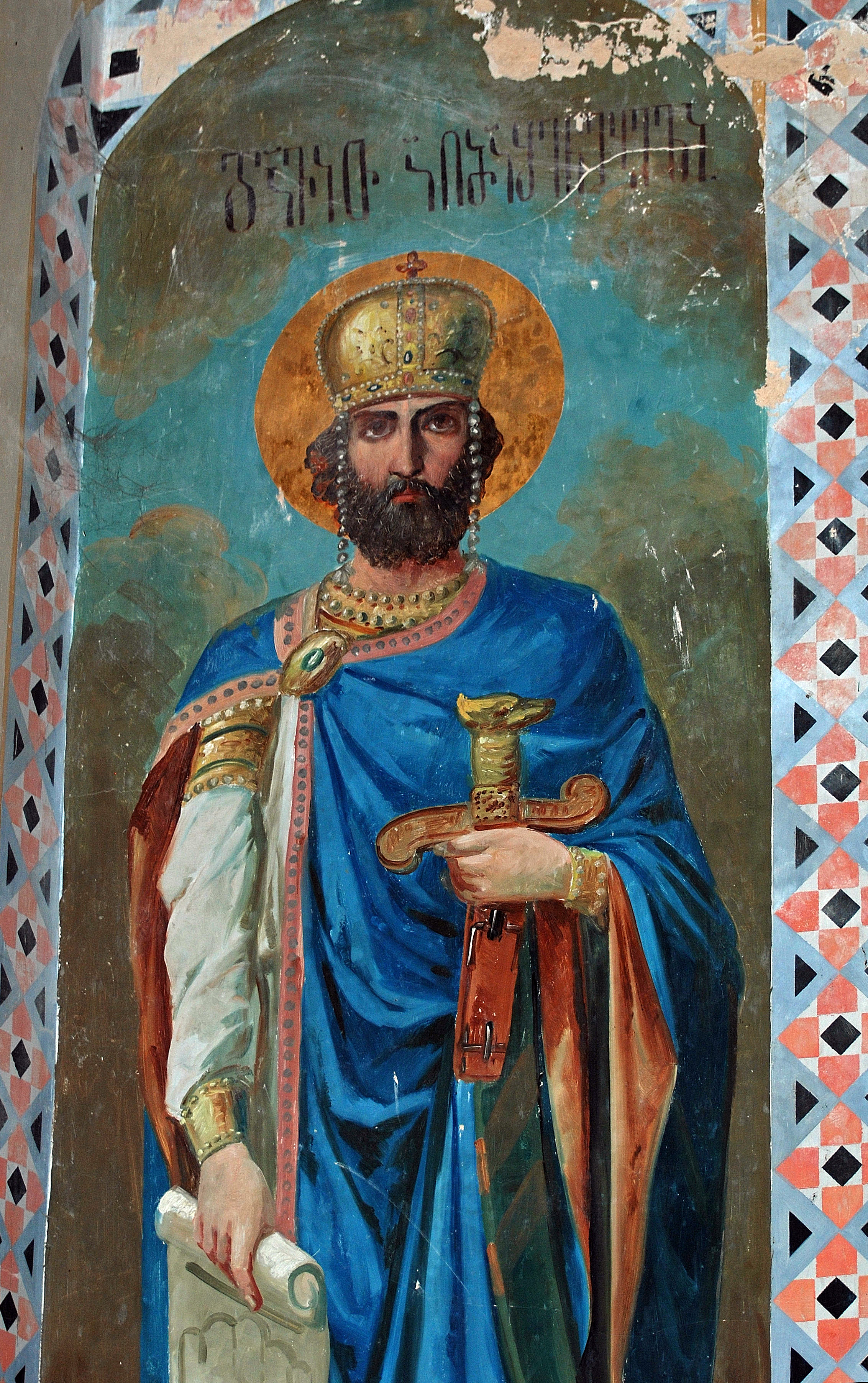
건설자 다비트 왕, 시오-므그비메 수도원

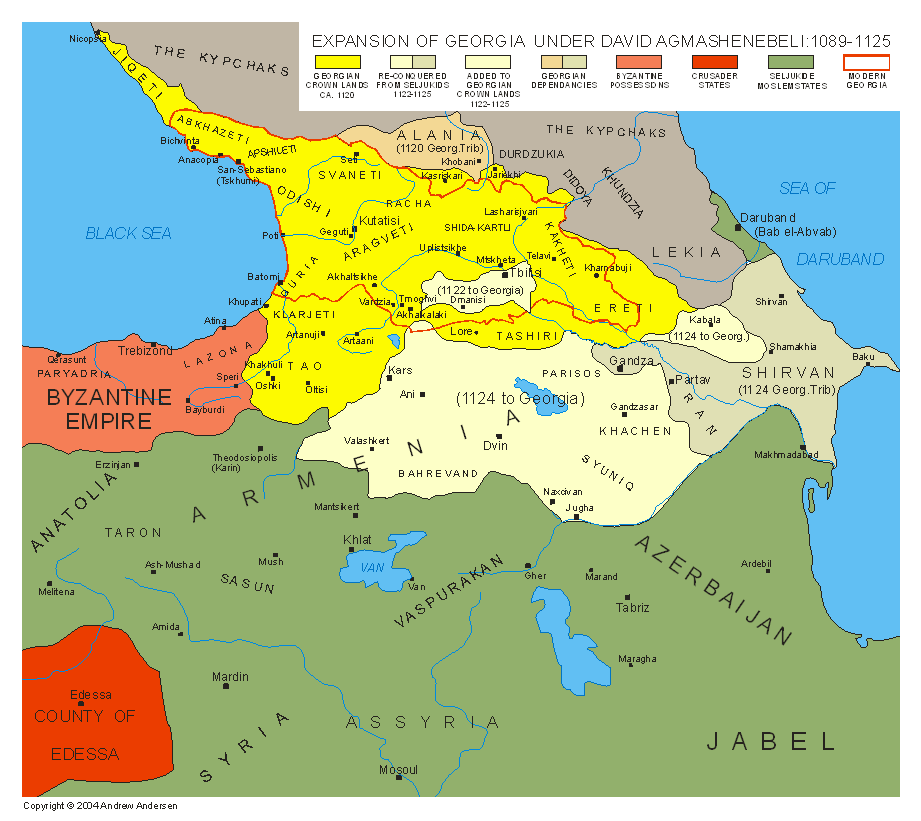
다비트 4세 통치 기간 동안의 조지아

카케티를 합병시키고, 1105년에, 다비트는 에르트주키 전투에 셀주크를 형벌하기 위한 군대를 파병했고, 그 여세는 1110~1118년 사이에 삼슈빌데, 루스타비, 기시, 로르리의 중요 요새들을 지킬수 있게 해주었다.
그 때의 다비트에게 불쑥 난관들이 나타났다. 국토 회복을 위해서 20년 동안 전쟁통에 있던 그의 국민들이 다시 현업에 종사할 수 있게 허가해 주어야 했다. 또한, 아랍 손아귀에서 완전히 해방되지 않았던 도시인 트빌리시에 있는 다비트의 귀족들은 여전히 그의 골칫거리였다. 다비트가 사람들을 교화시키고 국토를 개간 하기전에, 다시금 그 문제점들이 해결되어야 했다. 그 해결책으로, 다비트 4세는 근본적인 군사 개혁을 단행했다. 그는 14,000가구의 북캅카스의 킵차크 부족을 조지아에 재정착 시켰다. 모든 조지아인들과 킵차크인들은 한 가구당 1명의 군인과 그에 따른 말 1필과 무기를 제공해야 했다. 그렇게 징집된 56,000명의 강력한 군사는 전적으로 왕의 군대였다. 그는 킵차크인들이 조지아의 다른 지역들에도 정착하게 했고, 그들 중 소수는 내부 카르틀리 지방에 정착하게 했고, 다른 사람들은 국경 지방에 땅들을 주었다. 그들은 조지아 사회에 빠르게 동질화되었다.
1120년에 투르크가 조지아의 영토를 약탈하기 시작할 때, 다비트 4세는 조지아 동부로 이동해 그들을 격퇴했다. 약소했던 셀주크 군인들만 도망갔다. 그리고 나서 다비트 왕은 인접한 시르반으로 진격했고 콰발라 마을을 점령했다.
1120~1121년의 겨울에, 조지아의 대군은 트란스캅카스 동부와 남서부에 있는 셀주크 정착지들을 공격했다.

건설자 다비트의 국기

남캅카스에서의 무슬림의 세력은 기독교 왕국의 빠른 성장에 더욱더 우려를 끼치게 되었다. 1121년에, 술탄 마흐무드 b. 무함마드(1118~1131년) 은 조지아에서 종교 전쟁을 선포하고 아르트퀴드 일가지와 토그룰 b. 무함마드가 이크는 무슬림 왕국과 대규모로 연합을 이루었다. 그 당시의 무슬림 군대의 규모는 60만 대군(왈테르 총리의 벨라 안티오테나, 에데사의 마테우)에서 40만 대군(슴배트 스파라펫의 연대기)에서 연대 조지아 자료들에서는 어림잡아 25만~40만 대군이라는 등, 그 수가 아직도 논쟁의 여지로 남아있다. 모든 자료들에서는 그 때의 무슬림 군대는 적어도 도합 56,000여명은 넘었다는 사실에 동의하고 있다. 그러나, 1121년 8월 21일, 다비트 왕은 디드고리 전장에서 적군을 격퇴했고, 그 업적은 조지아 역사에서 종종 가장 훌륭한 군사적인 성공이라고 여겨진다. 그 전투에서의 승리는 군사 강국으로의 조지아의 출현을 알리는 신호였고 지방색은 조지아의 문화와 정치가 가장 우세하게 되었다.
그 성공에 이어, 다비트는 아랍의 점유로 타국의 마지막 무슬림이 남아있던 트빌리시를 1121년에 탈환했고, 조지아의 수도를 그 지역으로 옮겼다. 훌륭한 교육을 받은 그는 1121년에 다른 종교에 대한 관용과 수용을 설교했고, 무슬림들과 유대인들에 대한 세금과 노역 제도를 폐지 했으며, 수피즘과 무슬림 학자들을 보호했다. 1123년에, 다비트의 군대는 조지아 동부에 있는 셀주크의 마지악 거점인 드마니시를 해방시켰다, 1124년에, 다비트는 마침내 시르반을 정복했고 무슬림 에키르에게서 아르메니아의 도시 아니를 찾아왔다. 그리하여 그의 왕국의 국경은 확장되어 아락세스 유역에 이르게 되었다. 아르메니아인들은 다비트를 해방자라고 칭송했으며 그의 군대에 예비군을 제공했다. 그 때에 건설자 다비트의 칭호에서 중요한 성분인 "메시아의 검"이 나타났다. 다비트의 날 기념 주화에는 이렇게 새겨져있다.
| “ | 왕중에 왕이신, 다비트, 게오르게의 아들이시며, 메시아의 검. | ” |

무슬림 인구 뿐만 아니라 다른 종교들과 문화의 대표자들에 대한 인도적 처우는 그의 다민족 왕국에서의 관용에 대한 규범이 되었다. 그 규범은 그의 개화된 통치 기간에서 보장되었고 조지아의 모든 조지아의 역사와 문화에서 각인되었다.
건설자 다비트는 1125년 1월 14일에 그가 죽었다. 다비트 왕은 자신을 갈라티 수도원의 주 문루 안에 있는 석비에 묻고, 그 훌륭한 사람은 겸혼산 손짓으로 자신이 무덤이 누군가가 자신이 사랑하는 갈라티 학회의 초석을 놓도록 명령했다. 그에게는 3명의 자녀가 있었는데, 조지아의 데메트레 1세가 부친의 뒤를이어 영화로운 통치 기간을 이어나갔고, 두 명의 딸들 중 타마르는 시르완 샤흐 아크시탄(조지아의 아그사르탄)과 결혼했고, 카타(카타이)는 비잔티움 황제 알렉시우스 1세 콤네누스의 아들인 이사악 콤네노스와 결혼했다. 정치와 군사 양 분야에서 능수능란함 이외에도, 그는 왕의 겸손함과 종교적인 열적을 드러내는 감성의 자유시 시가의 강렬한 작품인 갈로바니 시나눌리사니(회개의 찬양, 1120년경)을 창작한 작가로도 명성을 얻었다.

## 문화 생활

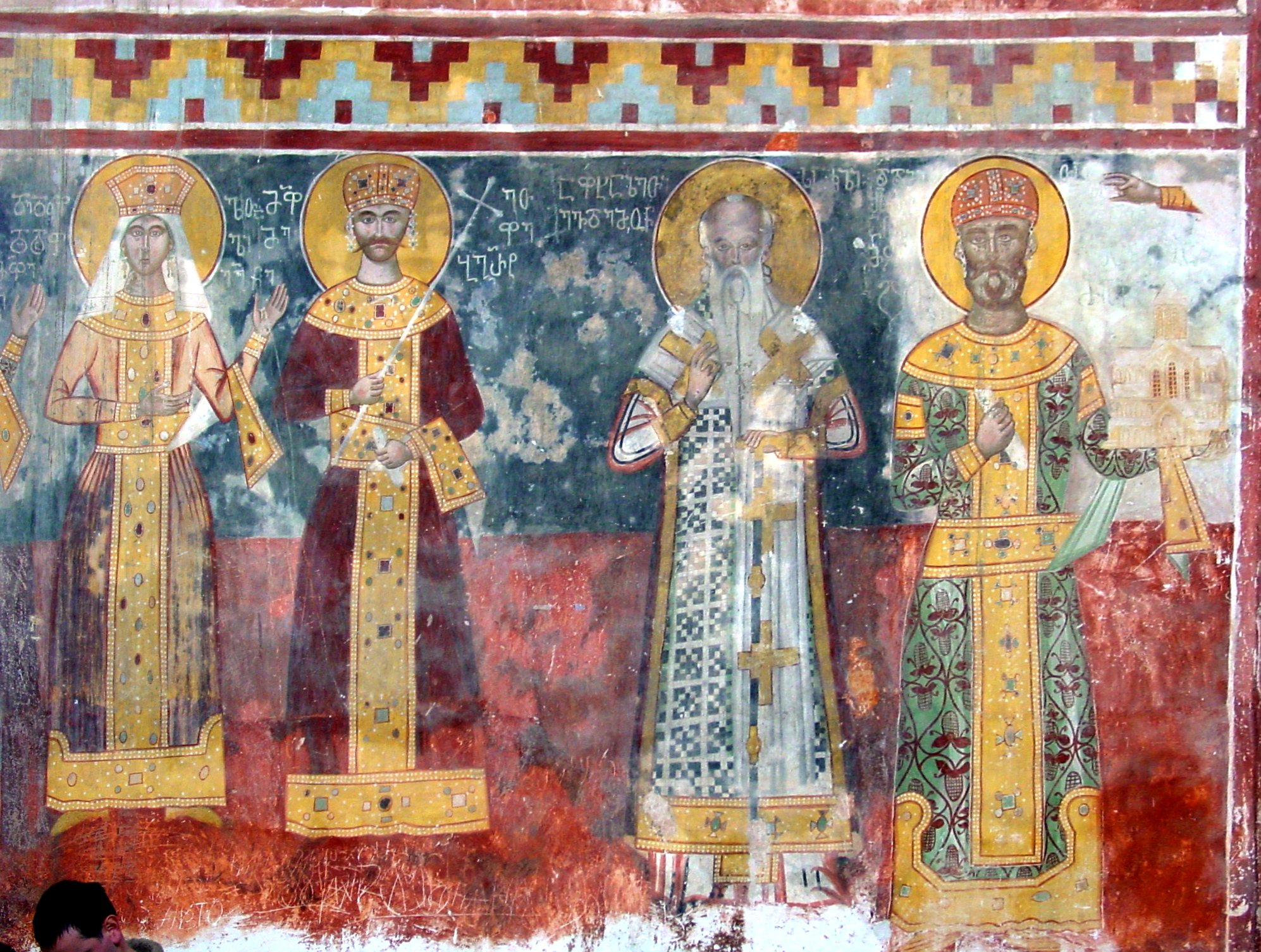
다비트 왕. 겔라티 수도원의 12세기 프레스코화

건설자 다비트 왕은 국민들의 교육에 많은 관심을 기울였다. 다비트 왕은 아이들을 선별해 비잔틴 제국으로 보내 "그들이 외국어를 배우고 그들의 번역서들을 고국으로 보내도록"했다. 그들중 많은 사람들은 나중에 매우 유명한 학자들이 되었다.

건설자 다비트가 통치하던 시대에 조지아에는 겔라티 특별 거주지와 그에 따르는 극소수의 학교들과 학원들 밖에 없었다. 다비트 왕의 역사가는 칼레티 아카데미를 
| “ | 가치있는 모든 지식을 배우고 가르치는데 있어서 동방을 통틀어서 제2의 제루살렘이며, 하느님의 계명에서와 모든 기독교의 영광을 위한 규범의 제1항을 초월하는 제2의 아테네이다. | ” |

라고 했다.
게다가 겔라티는 그 시대의 조지아에서 문화-교화 그리고 학문의 중심지였다. (예를 들면, 이칼토 아카테미)
다비트의 자작품으로는 약 1120년 경의 각각의 성가 연에는 자신의 난해하고 미묘한 감정이 실려있는 8행 형식으로 구성된 지유시의 연속인 "회개의 성가"(გალობანი სინანულისანი), 갈로바니 시나눌리사니)가 있다. 그의 모든 성가는 기독교 성격이 강하며 하느님의 어머니를 공경하며, 왕 자신의 죄에 대해 진심으로 회개하고, 다비트는 스스로를 하느님과 그 분의 사람들의 후손인 성경의 다윗이 환생한 사람으로 보았다. 또한 다비트의 찬양은 그가 셀주크에 대항한 투쟁에서 자신과 자연스레 동맹이 되었던 동시대의 유럽의 십자군에 대한 이상주의의 열정도 성가에 함께 표현되어 있다.

## 가족

### 혼인
- 루수단, 아르메니아 공주 (1107년에 이혼)
- 구란두크트, 킵차크 오크로크 지도자의 딸(약 1107년경 결혼)

### 자녀
1. 데메트레 1세
2. 바흐탕(추아타) 왕자
3. 게오르게 왕자(루수단의 아들)
4. 타마르 공주, 시르반샤흐 아불 무자파르 마누차흐르 2세와 결혼했고 과부살이 하다 수녀가 되었다.
5. 카타이 공주, 비잔틴 왕자 이사악 코메누스 세바스토크라토르와 결혼한 사람과 동일 인물이라는 학설이 세워져 있다.
6. 타마르 공주, 오세티아의 왕자 자다로스와 결혼했다.

## 칭호
H.M., 가장 높은(Most Hight) 왕 다비트, 게오르게의 아들, 우리들의 주인의 뜻에 따라, 압하지아인, 카르트벨리아인, 라니아인, 카케티인, 아르메니아인의 왕들 중에 왕, 동방과 서방의 모든 시르반샤흐들 중에 시르반샤흐, 메시아의 검.

## 유산
건설자 다비트의 시대는 국제적으로 조지아 대한 국제적 인식에 매우 큰 영향을 주었다. 사람들은 여전히 다비트의 승리와 꿈같은 영광스러운 통치 기간을 자랑스럽게 여긴다.
조지아의 현(現) 국기는 다비트 4세 시대의 국기를 기반으로 한다. 조지아의 대통령을 역임했던 미헤일 사카시빌리는 2004년 1월 25일 그의 대통령 취임식을 앞두고 겔라티 수도원에 있는 건설자 다비트의 왕릉에서 취임 선언문을 낭독했다. 미헤일 사카시빌리는 조지아의 통일과 번영을 가져온 다비트의 발자취를 따르는 자신의 헌신이 신조라고 하였다.
| 조지아의 바그라트 3세 | 조지아의 바그라트 3세 | 조지아의 바그라트 3세 | 조지아의 바그라트 3세 | 조지아의 바그라트 3세 | 조지아의 바그라트 3세 |                       |                       | 마르타                | 마르타                | 마르타 | 마르타 | 마르타                | 마르타                |                       |                       |                       |                       |                       |                       | 존-세테케림 2세 바스푸라칸 왕 | 존-세테케림 2세 바스푸라칸 왕 | 존-세테케림 2세 바스푸라칸 왕 | 존-세테케림 2세 바스푸라칸 왕 | 존-세테케림 2세 바스푸라칸 왕 | 존-세테케림 2세 바스푸라칸 왕 |                     |                     | 아니의 카슈시 바그라투니 | 아니의 카슈시 바그라투니 | 아니의 카슈시 바그라투니 | 아니의 카슈시 바그라투니 | 아니의 카슈시 바그라투니 | 아니의 카슈시 바그라투니 |
| 조지아의 바그라트 3세 | 조지아의 바그라트 3세 | 조지아의 바그라트 3세 | 조지아의 바그라트 3세 | 조지아의 바그라트 3세 | 조지아의 바그라트 3세 |                       |                       | 마르타                | 마르타                | 마르타 | 마르타 | 마르타                | 마르타                |                       |                       |                       |                       |                       |                       | 존-세테케림 2세 바스푸라칸 왕 | 존-세테케림 2세 바스푸라칸 왕 | 존-세테케림 2세 바스푸라칸 왕 | 존-세테케림 2세 바스푸라칸 왕 | 존-세테케림 2세 바스푸라칸 왕 | 존-세테케림 2세 바스푸라칸 왕 |                     |                     | 아니의 카슈시 바그라투니 | 아니의 카슈시 바그라투니 | 아니의 카슈시 바그라투니 | 아니의 카슈시 바그라투니 | 아니의 카슈시 바그라투니 | 아니의 카슈시 바그라투니 |
|                       |                       |                       |                       |                       |                       |                       |                       |                       |                       |        |        |                       |                       |                       |                       |                       |                       |                       |                       |                               |                               |                               |                               |                               |                               |                     |                     |                          |                          |                          |                          |                          |                          |
|                       |                       |                       |                       | 조지아의 게오르게 1세 | 조지아의 게오르게 1세 | 조지아의 게오르게 1세 | 조지아의 게오르게 1세 | 조지아의 게오르게 1세 | 조지아의 게오르게 1세 |        |        |                       |                       |                       |                       |                       |                       |                       |                       |                               |                               | 바스푸라칸의 마리암           | 바스푸라칸의 마리암           | 바스푸라칸의 마리암           | 바스푸라칸의 마리암           | 바스푸라칸의 마리암 | 바스푸라칸의 마리암 |                          |                          |                          |                          |                          |                          |
|                       |                       |                       |                       | 조지아의 게오르게 1세 | 조지아의 게오르게 1세 | 조지아의 게오르게 1세 | 조지아의 게오르게 1세 | 조지아의 게오르게 1세 | 조지아의 게오르게 1세 |        |        |                       |                       |                       |                       |                       |                       |                       |                       |                               |                               | 바스푸라칸의 마리암           | 바스푸라칸의 마리암           | 바스푸라칸의 마리암           | 바스푸라칸의 마리암           | 바스푸라칸의 마리암 | 바스푸라칸의 마리암 |                          |                          |                          |                          |                          |                          |
|                       |                       |                       |                       |                       |                       |                       |                       |                       |                       |        |        |                       |                       |                       |                       |                       |                       |                       |                       |                               |                               |                               |                               |                               |                               |                     |                     |                          |                          |                          |                          |                          |                          |
|                       |                       |                       |                       |                       |                       |                       |                       |                       |                       |        |        | 조지아의 바그라트 4세 | 조지아의 바그라트 4세 | 조지아의 바그라트 4세 | 조지아의 바그라트 4세 | 조지아의 바그라트 4세 | 조지아의 바그라트 4세 |                       |                       | 알라니아의 보레나             | 알라니아의 보레나             | 알라니아의 보레나             | 알라니아의 보레나             | 알라니아의 보레나             | 알라니아의 보레나             |                     |                     |                          |                          |                          |                          |                          |                          |
|                       |                       |                       |                       |                       |                       |                       |                       |                       |                       |        |        | 조지아의 바그라트 4세 | 조지아의 바그라트 4세 | 조지아의 바그라트 4세 | 조지아의 바그라트 4세 | 조지아의 바그라트 4세 | 조지아의 바그라트 4세 |                       |                       | 알라니아의 보레나             | 알라니아의 보레나             | 알라니아의 보레나             | 알라니아의 보레나             | 알라니아의 보레나             | 알라니아의 보레나             |                     |                     |                          |                          |                          |                          |                          |                          |
|                       |                       |                       |                       |                       |                       |                       |                       |                       |                       |        |        |                       |                       |                       |                       |                       |                       |                       |                       |                               |                               |                               |                               |                               |                               |                     |                     |                          |                          |                          |                          |                          |                          |
|                       |                       |                       |                       |                       |                       |                       |                       |                       |                       |        |        |                       |                       |                       |                       | 조지아의 게오르게 2세 | 조지아의 게오르게 2세 | 조지아의 게오르게 2세 | 조지아의 게오르게 2세 | 조지아의 게오르게 2세         | 조지아의 게오르게 2세         |                               |                               | 헬레나                        | 헬레나                        | 헬레나              | 헬레나              | 헬레나                   | 헬레나                   |                          |                          |                          |                          |
|                       |                       |                       |                       |                       |                       |                       |                       |                       |                       |        |        |                       |                       |                       |                       | 조지아의 게오르게 2세 | 조지아의 게오르게 2세 | 조지아의 게오르게 2세 | 조지아의 게오르게 2세 | 조지아의 게오르게 2세         | 조지아의 게오르게 2세         |                               |                               | 헬레나                        | 헬레나                        | 헬레나              | 헬레나              | 헬레나                   | 헬레나                   |                          |                          |                          |                          |
|                       |                       |                       |                       |                       |                       |                       |                       |                       |                       |        |        |                       |                       |                       |                       |                       |                       |                       |                       |                               |                               |                               |                               |                               |                               |                     |                     |                          |                          |                          |                          |                          |                          |
|                       |                       |                       |                       |                       |                       |                       |                       |                       |                       |        |        |                       |                       |                       |                       |                       |                       |                       |                       |                               |                               | 조지아의 다비트 4세           |                               |                               |                               |                     |                     |                          |                          |                          |                          |                          |                          |

## 같이 보기
- 조지아의 킵차크인